# Ehrentalsmühle
Ehrentalsmühle war eine Ortschaft in der Gemeinde Windeck im Rhein-Sieg-Kreis. Sie bildet heute den südlichen Teil von Ehrenhausen.

## Lage
Ehrentalsmühle liegt auf dem Leuscheid im Tal des Irsenbachs. Nachbarorte sind neben Dahlhausen im Norden: Ückertseifen im Südosten und Röhrigshof im Nordwesten. Ehrenhausen liegt an der Landesstraße 312.

## Geschichte
Namensgebend war eine Wassermühle im Ährental. Das Dorf gehörte zum Kirchspiel Leuscheid und zeitweise zur Bürgermeisterei Herchen.
1830 hatte Mühl 43 Bewohner.
1845 hatte der Weiler 58 Einwohner in 13 Häusern. Davon waren 8 katholisch, 47 evangelisch und 3 jüdisch.
1888 hatte Ehrentalsmühle 76 Bewohner in 19 Häusern.
1962 wohnten hier 127, 1976 125 Personen.